# Division I 1954-1955 (pallacanestro maschile)
La Division I 1954-1955 è stata la 23ª edizione del massimo campionato belga di pallacanestro maschile. La vittoria finale è stata ad appannaggio del Hellas Gent.

## Risultati

### Stagione regolare
|     | Squadra              | G  | V  | N | P  | PF | PS | Pt. | Qualificazione |
| --- | -------------------- | -- | -- | - | -- | -- | -- | --- | -------------- |
| 1.  | Hellas Gent          | 22 | 20 | 0 | 2  |    |    | 40  |                |
| 2.  | Antwerpse            | 22 | 19 | 0 | 3  |    |    | 38  |                |
| 3.  | Royal IV             | 22 | 16 | 1 | 5  |    |    | 33  |                |
| 4.  | Racing Bruxelles     | 22 | 15 | 0 | 7  |    |    | 30  |                |
| 5.  | Semailles            | 22 | 12 | 0 | 10 |    |    | 24  |                |
| 6.  | Bavi Vilvoorde       | 22 | 10 | 1 | 11 |    |    | 21  |                |
| 7.  | Amicale Sportive     | 22 | 9  | 2 | 11 |    |    | 20  |                |
| 8.  | Union Saint-Gilloise | 22 | 7  | 1 | 14 |    |    | 15  |                |
| 9.  | Royal Fresh Air      | 22 | 6  | 1 | 15 |    |    | 13  |                |
| 10. | Ougrée               | 22 | 5  | 2 | 15 |    |    | 12  |                |
| 11. | Saint-Louis          | 22 | 4  | 2 | 16 |    |    | 10  | retrocesse     |
| 12. | Mercurius Anversa    | 22 | 2  | 4 | 16 |    |    | 8   | retrocesse     |

| Division I 1954-1955  |
| --------------------- |
| Hellas Gent 1º titolo |